# Heuchera glabra
Heuchera glabra är en stenbräckeväxtart som beskrevs av Carl Ludwig von Willdenow, Johann Jakob Roemer och Schult.. Heuchera glabra ingår i släktet alunrötter, och familjen stenbräckeväxter. Inga underarter finns listade i Catalogue of Life.